# شارل لکلرک (فرمانده)
شارل لکْلِرک یا شارل لکْلِر (فرانسوی: Charles Leclerc‎) (تلفظ فرانسوی: [ʃaʁl ləklɛʁ])‏ (۱۷ مارس ۱۷۷۲–۲ نوامبر ۱۸۰۲) فرمانده و ژنرال فرانسوی انقلاب فرانسه و ناپلئون بناپارت بود. او همسر خواهر ناپلئون، پائولین بناپارت، بود. لکلرک از جمله فرماندهانی بود که برای فتح مناطقی همچون هائیتی اعزام شد اما در سن‌دومنیکن شکست خورد. او سرانجام بر اثر بیماری تب زرد درگذشت.